# A magyar női labdarúgó-válogatott mérkőzései 2012-ben
A magyar női labdarúgó-válogatott 2012-ben 11 mérkőzést vívott. Ebből hat felkészülési, öt pedig tétmérkőzés volt. A válogatott kora tavasszal részt vett a portugáliai Algarve kupán, ahol az utolsó, 12. helyen végzett 1 győzelemmel és 3 vereséggel. Az Európa-bajnoki selejtezőkön 2 győzelem és 3 vereség volt a mérleg. Ezzel az eredménnyel a csapat csoportjában az 5. helyen végzett és nem jutott ki az Európa-bajnokságra. Az egész éves mérleg 4 győzelem, 7 vereség.
Szövetségi edző:
- Kiss László

## Mérkőzések
| 195. mérkőzés 2012. február 29. Algarve Kupa | Írország | 0 – 1                       | Magyarország | Silves, Estádio Dr. Francisco Vieira |
| 195. mérkőzés 2012. február 29. Algarve Kupa |          | 0 – 1 Részletek Jegyzőkönyv | Sipos 2'     | Silves, Estádio Dr. Francisco Vieira |

| 196. mérkőzés 2012. március 2. Algarve Kupa | Portugália                                    | 4 – 0                       | Magyarország | Parchal, Complexo Desportivo Belavista |
| 196. mérkőzés 2012. március 2. Algarve Kupa | Rodrigues 13' Mendes 56' Borges 64' Couto 85' | 1 – 0 Részletek Jegyzőkönyv |              | Parchal, Complexo Desportivo Belavista |

| 197. mérkőzés 2012. március 5. Algarve Kupa | Magyarország | 1 – 2                       | Wales          | Vila Real de Santo António, Complexo Desportivo de VRSA |
| 197. mérkőzés 2012. március 5. Algarve Kupa | Vágó 72'     | 0 – 1 Részletek Jegyzőkönyv | Lander 10' 50' | Vila Real de Santo António, Complexo Desportivo de VRSA |

| 198. mérkőzés 2012. március 7. Algarve Kupa | Magyarország | 1 – 2                       | Írország                         | Quarteira, Estádio Municpial |
| 198. mérkőzés 2012. március 7. Algarve Kupa | Tálosi 65'   | 0 – 1 Részletek Jegyzőkönyv | Gorman 18' Julie-Ann Russell 52' | Quarteira, Estádio Municpial |

| 199. mérkőzés 2012. április 4. Eb-selejtező | Magyarország | 0 – 5                       | Norvégia                                               | Kecskemét, Széktói Stadion Játékvezető: Sofia Karagiorgi (CYP) |
| 199. mérkőzés 2012. április 4. Eb-selejtező |              | 0 – 2 Részletek Jegyzőkönyv | Pedersen 8' Tofte Ims 30' Hansen 46' 64' Stensland 60' | Kecskemét, Széktói Stadion Játékvezető: Sofia Karagiorgi (CYP) |

| 200. mérkőzés 2012. április 25. Eb-selejtező | Észak-Írország | 0 – 1                       | Magyarország          | Lurgan, Mourneview Park Játékvezető: Karolina Radzik-Johan (POL) |
| 200. mérkőzés 2012. április 25. Eb-selejtező |                | 0 – 0 Részletek Jegyzőkönyv | Vágó 90+4' (11-esből) | Lurgan, Mourneview Park Játékvezető: Karolina Radzik-Johan (POL) |

| 201. mérkőzés 2012. május 23. | Magyarország | 0 – 4                       | Ukrajna            | Telki Játékvezető: Urbán Eszter (HUN) |
| 201. mérkőzés 2012. május 23. |              | 0 – 4 Részletek Jegyzőkönyv | Pekur Apanascsenko | Telki Játékvezető: Urbán Eszter (HUN) |

| 202. mérkőzés 2012. június 16. Eb-selejtező | Izland                                      | 3 – 0                       | Magyarország | Reykjavík Játékvezető: Cristina Dorcioman (ROU) |
| 202. mérkőzés 2012. június 16. Eb-selejtező | Vidarsdóttir 7' Magnúsdóttir 42' Jessen 86' | 2 – 0 Részletek Jegyzőkönyv |              | Reykjavík Játékvezető: Cristina Dorcioman (ROU) |

| 203. mérkőzés 2012. június 20. Eb-selejtező | Magyarország    | 1 – 3                       | Belgium                          | Szombathely Játékvezető: Tanja Schett (AUT) |
| 203. mérkőzés 2012. június 20. Eb-selejtező | Dombai-Nagy 19' | 1 – 1 Részletek Jegyzőkönyv | Mermans 13' Cayman 65' Wiard 77' | Szombathely Játékvezető: Tanja Schett (AUT) |

| 204. mérkőzés 2012. augusztus 24. | Szerbia                  | 2 – 3                       | Magyarország           | Ópazova Nézőszám: 100 Játékvezető: Biljana Lukić |
| 204. mérkőzés 2012. augusztus 24. | Plećić ?' Damjanović 89' | 0 – 2 Részletek Jegyzőkönyv | Vágó 3' 7' Csiszár 65' | Ópazova Nézőszám: 100 Játékvezető: Biljana Lukić |

| 205. mérkőzés 2012. szeptember 19. Eb-selejtező | Magyarország                                                               | 9 – 0                       | Bulgária | Sopron Játékvezető: Hilal Tuba Tosun (TUR) |
| 205. mérkőzés 2012. szeptember 19. Eb-selejtező | Vágó 12' (11-esből) 14' 52' 64' Sipos 37' Zágor 46' Rácz 73' 74' Pádár 76' | 3 – 0 Részletek Jegyzőkönyv |          | Sopron Játékvezető: Hilal Tuba Tosun (TUR) |